# Falkenbergs Motorbana
Falkenbergs motorbana er en 1.843 meter lang racerbane, der ligger cirka otte kilometer øst for Falkenberg, Sverige. Banen blev bygget og indviet i 1967, som erstatning for Skreabanan, og arrangerer hvert år det såkaldte Västkustloppet. Det første løb blev kørt på banen den 5. august 1967, da Reine Wissell vandt Formel 3-løbet.
Banen blev brugt af Swedish Touring Car Championship mellem 1996 og 2011 og af Scandinavian Touring Car Championship fra 2013 .